# Saskatchewan Order of Merit

Ordensband

Der Saskatchewan Order of Merit ist ein ziviler Verdienstorden in der kanadischen Provinz Saskatchewan. Die Auszeichnung wurde 1985 eingeführt und wird Zivilpersonen verliehen, die durch besondere Leistungen aufgefallen sind. Jedes Jahr werden nicht mehr als zehn Personen mit diesem Orden ausgezeichnet. Der Vizegouverneur erhält ihn bei der Vereidigung automatisch und ist während seiner Amtszeit gleichzeitig Kanzler des Ordens.

## Struktur und Ernennung
Mit dem Saskatchewan Order of Merit sollen gegenwärtige oder ehemalige Einwohner Saskatchewans ausgezeichnet werden, die sich in einem bestimmten Gebiet durch einen hohen Grad an Leistung und Erfolg hervorgetan haben und dadurch das soziale, kulturelle und wirtschaftliche Wohlergehen der Provinz und ihrer Einwohner gefördert haben. Voraussetzung ist die kanadische Staatsbürgerschaft; pro Jahr können nicht mehr als zehn Personen ausgezeichnet werden.
Der Nominationsprozess, mit dem geeignete Personen gesucht werden sollen, beginnt im Frühjahr mit einem Aufruf des Ordensbeirates an die Öffentlichkeit. Unter den eingegangenen Vorschlägen gibt er anschließend Empfehlungen an den Vizegouverneur ab. Posthume Nominationen sind innerhalb eines Jahres nach dem Todestag zulässig. Seit 2001 können auch Ehrenorden für Personen verliehen werden, die nicht Einwohner Saskatchewans sind oder waren; erstes Ehrenmitglied war Charles, Prince of Wales. Der Vizegouverneur, der von Amts wegen Mitglied und Kanzler des Ordensrates ist und ersteres auch nach seinem Rücktritt bleibt, gibt die Ernennung mit einer Weisung bekannt, die mit dem Großen Siegel der Provinz besiegelt wird. Die neuen Ordensmitglieder haben danach das Recht, ihrem Namen das Kürzel SOM anzuhängen. Zudem wird ein Porträt angefertigt, das in der Athabasca-Gallery des Parlamentsgebäudes ausgestellt wird.
→ Liste der Träger des Saskatchewan Order of Merit

## Insignien
Nach der Aufnahme in den Orden erhalten die Mitglieder in einer Zeremonie im Government House in Regina oder an einem anderen Veranstaltungsort in Saskatoon die Insignien des Ordens überreicht. Gemäß dem Gesetz, welches das Design des Ordensabzeichens und des Ordensbandes sowie ihre Tragweise festschreibt, ist das Hauptemblem des Ordens ein Silbermedaillon in Form eines sechszackigen Sterns – eine stilisierte Wiedergabe einer Lilium philadelphicum, der offiziellen Blume der Provinz. Die Bildseite ist mit weißem Email überzogen und trägt den Wappenschild des Wappens von Saskatchewan, innerhalb eines kreisförmigen Bandes mit der Inschrift Multis E Gentibus Vires („Stärke vieler Völker“, Wahlspruch der Provinz) und überhöht von der Edwardskrone als Symbol der Rolle des kanadischen Monarchen als Quell der Ehre. Das Band besteht aus vertikalen Streifen in Grün, Gold und Grün, was den Farben des Provinzwappens entspricht. Männer tragen den Orden am Kragen am Ende des Bandes angehängt, Frauen tragen ihn an einer Schleife an der linken Brust. Für weniger formelle Anlässe erhalten die Mitglieder eine Anstecknadel.